# 桜塾
桜塾（さくらじゅく）は、中部圏・近畿圏を中心に展開している空手道場。団体名称は全日本新武道連盟 桜塾（ぜんにほんしんぶどうれんめい さくらじゅく）。

## 概要
京都府京都市下京区にある本部道場を中心に大阪、滋賀、福井、岐阜、愛知、静岡と支部道場を展開。
道場によってはキックボクシングを行っている所もある。